# جان تاین
جان تاین (به انگلیسی: John Thain) (زاده ۲۶ مه ۱۹۵۵) کارآفرین، بانکدار و مدیر ارشد اجرایی آمریکایی است، که در حال حاضر به‌عنوان مدیر عامل اجرایی و رئیس هیئت مدیره بانک سی‌آی‌تی فعالیت می‌کند. وی آخرین مدیر عامل اجرایی و رئیس هیئت مدیره بانک مریل لینچ بود. این بانک در سال ۲۰۰۹ توسط بنک آو آمریکا خریداری و در ۲۰۱۳ ادغام شد.
تاین در فاصله سال‌های ۲۰۰۴ تا ۲۰۰۷ مدیرعاملی بازار بورس نیویورک را برعهده داشت. او از ۱۹۸۵ تا ۱۹۹۰ نیز در بانک گلدمن ساکس اشتغال داشت.